# فرودگاه موروتو
فرودگاه موروتو (به انگلیسی: Moroto Airport) یک فرودگاه همگانی، غیرنظامی است که یک باند فرود سنگفرش دارد و طول باند آن ۱۵۰۰ متر است. این فرودگاه در شهر موروتو، اوگاندا کشور اوگاندا قرار دارد و در ارتفاع ۱۲۶۰ متری از سطح دریا واقع شده‌است.